# جیم بنتلی
جیم بنتلی (انگلیسی: Jim Bentley؛ زادهٔ ۱۱ ژوئن ۱۹۷۶) بازیکن فوتبال اهل بریتانیا است.
از باشگاه‌هایی که در آن بازی کرده‌است می‌توان به باشگاه فوتبال مورکم و باشگاه فوتبال منچستر سیتی اشاره کرد.